# Diemenomyia praetenuis intermedialis
Diemenomyia praetenuis intermedialis is een ondersoort van de tweevleugelige Diemenomyia praetenuis uit de familie steltmuggen (Limoniidae). De soort komt voor in het Australaziatisch gebied.